# Distretto di Samrong
Il distretto di Samrong (in thailandese: สำโรง) è un distretto (amphoe) della Thailandia, situato nella provincia di Ubon Ratchathani.